# キレトロピー反応
キレトロピー反応（キレトロピーはんのう、英: Cheletropic reaction）はある分子の1つの原子が、π電子系の両端に同時に付加して環を形成する化学反応とその逆反応のことである。環化付加反応の一方のπ電子系が1原子のものとみなすこともできるので、(m+1)環化付加反応と分類することもある。
キレトロピー反応はペリ環状反応の一種とされ、原子からπ電子系に付加する2つの結合は協奏的に生成する。逆反応では2つの結合が同時に切断される。反応例としてはアルケンへのジクロロカルベンの付加や、1,3-ブタジエンや1,3,5-ヘキサトリエンへの二酸化硫黄の付加反応、ノルボルナジエノンから一酸化炭素の脱離反応などが知られている。
キレトロピー反応には他のペリ環状反応と同じくウッドワード・ホフマン則が適用される。しかしキレトロピー反応においては立体特異性を予測するのは困難である。それは以下の理由による。付加する原子はπ電子系に供与する孤立電子対の入った軌道とπ電子系から電子をうけとる空軌道を持ち、これら2つの軌道がπ電子系と相互作用する。仮にxy平面内にあるπ電子系にx軸方向から原子が接近するとした場合、これらの軌道は1つはx軸方向に、もうひとつはそれとは垂直なy軸方向に位置する。x軸方向の軌道はπ電子系とはスプラ面型に、y軸方向の軌道はアンタラ面型に相互作用する。するとウッドワード・ホフマン則からは次の熱反応の選択律が導かれる。
- x軸方向の軌道に孤立電子対がある場合、4m + 2のπ電子系ではアンタラ面型反応が許容。4mのπ電子系ではスプラ面型反応が許容。
- y軸方向の軌道に孤立電子対がある場合、4m + 2のπ電子系ではスプラ面型反応が許容。4mのπ電子系ではアンタラ面型反応が許容。

このように孤立電子対が存在する軌道がどのような向きで接近するかによって異なる選択律が適用される。立体障害的な点からx軸方向の軌道に孤立電子対がある形で反応する様式が有利であり、どちらかといえば一般的である。
ブタジエンやヘキサトリエンと二酸化硫黄との反応はブタジエンではスプラ面型、ヘキサトリエンではアンタラ面型で反応することが知られている。すなわち、これらの場合二酸化硫黄の孤立電子対はx軸方向からそのまま接近していることが推定される。
一方アルケンへの一重項ジクロロカルベンの付加では、(Z)-体のアルケンからはcis体のシクロプロパンが、(E)-体のアルケンからはtrans体のシクロプロパンが生成する。すなわちアルケンはスプラ面型で反応が進行しており、ジクロロカルベンの孤立電子対はy軸方向から接近していることが推定される。しかしこの系はブタジエンとジクロロカルベンを反応させても5員環は生成せず、シクロプロパンが得られるなどやや特殊な系である。